# 군입대 전 범죄에 대한 군사법원의 재판권 사건
군입대 전 범죄에 대한 군사법원의 재판권 사건은 군사법원법 제2조 제2항 위헌소원 등에 대한 대한민국 헌법재판소 판례이다.

## 사실관계
청구인은 현역병으로 입대하여 군복무 중, 군 입대 전 범죄로 인해 군사법원에서 재판을 받아 징역형을 선고받았다. 청구인은 이에 항소하면서, 군 입대 전 저지른 범죄에 대하여 군사법원의 재판권을 인정하고 있는 군사법원법 제2조 제2항이 청구인의 평등권 및 적법절차에 의한 형사재판을 받을 권리 등을 침해하여 위헌이라고 주장하면서 위헌법률심판재청을 신청하였으나 기각되자 이 사건 헌법소원심판을 청구하였다.

## 관련조문

### 군사법원법
제2조(신분적 재판권) (2) 군사법원은 제1항 제1호에 해당하는 자가 그 신분취득 전에 범한 죄에 대하여 재판권을 가진다.

## 결론
합헌

## 이유
아무리 군사법원의 조직, 권한 및 재판관의 자격을 일반법원과 달리 정할 수 있다고 하여도 그것이 아무런 한계 없이 입법자의 자의에 맡겨 질 수 없는 것이고 사법권의 독립 등 헌법의 근본원리에 위반되거나 헌법 제27조 제1항의 재판청구권, 헌법 제11조 제1항의 평등권, 헌법 제12조의 신체의 자유 등 기본권의 본질적 내용을 침해하여서는 안 될 헌법적 한계가 있다.
헌법 제27조 제2항이 '직접적으로' 군인은 어떤 경우에도 일반법원의 재판을 받는 것을 금하고 있지 않고 군인 신분취득 전에 범한 '일반형사범죄'에 대한 군사법원의 재판권이 헌법상 당연히 용인되어야 한다고 보기 어렵다.

### 심사기준-자의금지원칙
군대의 특수성으로 인하여 일단 군인신분을 취득한 군인이 군대 외부의 일반법원에서 재판을 받는 것은 군대 조직의 효율적인 운영을 저해한다. 형사재판에 있어 범죄사실의 확정과 책임은 행위 시를 기준으로 하지만, 재판권 유무는 원칙적으로 재판 시점을 기준으로 해야 한다.

## 참고 문헌
- 헌법재판소 판례 2009.7.30. 2008헌바162 [합헌]
- 정회철, 최근5년 중요헌법재판소 판례 200, 여산, 2013.

## 같이 보기
- 군사법원법